# Юнцяо
Юнця́о (кит. упр. 埇桥, пиньинь Yǒngqiáo) — район городского подчинения городского округа Сучжоу провинции Аньхой (КНР). Название района происходит от названия посёлка Юнцяо.

## История
Во времена империи Тан в 809 году была создана область Сучжоу (宿州), власти которой разместились на землях современного уезда Сысянь, однако уже в 829 году она была расформирована. В 833 году область Сучжоу была образована вновь, и на этот раз её власти разместились на землях современного района Юнцяо. После основания империи Мин область была в 1368 году подчинена Линьхаоской управе (临濠府), а в 1374 году — Фэнъянской управе (凤阳府). После Синьхайской революции в Китае была проведена реформа структуры административного деления, и в 1912 году области с управами были упразднены; на землях, ранее напрямую подчинявшихся властям области Сучжоу, был создан уезд Сусянь (宿县).
Во время гражданской войны эти земли после поражения гоминьдановских войск в Хуайхайском сражении перешли в 1949 году под контроль коммунистов. 25 марта 1949 года был образован Специальный район Сусянь (宿县专区), в состав которого вошли город Сучэн (урбанизированная часть уезда Сусянь, выделенная в отдельную сущность) и 9 уездов. В 1950 году западная часть уезда Сусянь была выделена в отдельный уезд Суйси, и таким образом специальный район стал состоять из 1 города и 10 уездов. В 1952 году город Сучэн был расформирован, а его территория вновь вошла в состав уезда Сусянь.
В 1956 году Специальный район Сусянь был расформирован, а входившие в его состав 8 уездов были переданы в Специальный район Бэнбу (蚌埠专区). В апреле 1961 года Специальный район Сусянь был воссоздан, а Специальный район Бэнбу — упразднён. В 1970 году Специальный район Сусянь был переименован в Округ Сусянь (宿县地区). В 1979 году урбанизированная часть уезда Сусянь была выделена в городской уезд Сучжоу, в котором разместились власти округа. В 1992 году уезд Сусянь был расформирован, а его земли переданы городскому уезду Сучжоу.
В соответствии с постановлением Госсовета КНР от 6 декабря 1998 года, были расформированы округ Сусянь и городской уезд Сучжоу, и образован городской округ Сучжоу; бывший городской уезд Сучжоу стал районом Юнцяо в его составе.

## Административное деление
Район делится на 12 уличных комитетов, 15 посёлков и 9 волостей.